# Slovenská informační služba
Slovenská informační služba (slovensky: Slovenská informačná služba, SIS) je slovenská zpravodajská služba s vnějším (rozvědným) i vnitřním (obranným) polem působnosti.
Vznikla na základě zákona Národní rady SR č. 46/1993 z ledna 1993 jako reakce na rozpad československé federace. Navázala na práci Federální bezpečnostní informační služby (FBIS), která zanikla zákonem č. 543/1992.
SIS plní úlohy v oblasti domácího i zahraničního zpravodajství. Je vedena ředitelem, kterého na základě návrhu vlády SR jmenuje prezident. Sídlem SIS je Bratislava.

## Ředitelé SIS
- Vladimír Mitro – 21. ledna 1993 až 23. února 1995
- Ivan Lexa – 18. dubna 1995 až 27. října 1998
- Rudolf Žiak – 27. října 1998 – 3. listopadu 1998
- Vladimír Mitro – 3. listopadu 1998 – 31. března 2003
- Ladislav Pittner – 4. dubna 2003 – 26. července 2006
- Jozef Magala – 27. července 2006 – 25. srpna 2010
- Karol Mitrík – 26. srpna. 2010 – 3. května. 2012
- Ján Valko – 3. května 2012 – 8. července 2016
- Anton Šafárik – 6. července 2016 – 6. dubna 2020
- Vladimír Pčolinský – 6. dubna 2020 – 14. března 2021
- Michal Aláč – 6. května 2021  – 23. srpna 2023 (zbaven funkce,[1][2] od 21. srpna 2023 dočasně postaven mimo službu pro podezření z maření vyšetřování korupčních kauz a z dalších trestných činů[3][4])
- Tomáš Rulíšek – od 24. srpna 2023 pověřen řízením[1]
- Pavol Gašpar – od 27. srpna 2024, předtím řídil SIS z pozice náměstka ředitele.[5] Syn bývalého prezidenta slovenského Policejního sboru Tibora Gašpara.

## Kontroverze
Slovenská informační služba mezi lety 1997 a 1998 v době vlády Vladimíra Mečiara provedla sabotážní akce proti České republice, aby zabránila integraci do Severoatlantické aliance a Evropské unie. Původně měly akce zahrnovat Polsko, Maďarsko a Rakousko.